# سرخ‌ماهی سه‌خاره
سرخ‌ماهی سه‌خاره (نام علمی: Apogonops anomalus) نام یک گونه از تیره شکم‌چراغیان است.